# 蝴蝶谷大馬路總站
蝴蝶谷大馬路總站（葡萄牙語：Av. Vale das Borboletas / Terminal），正式名稱為蝴蝶谷大馬路巴士總站 (葡萄牙語：Terminal Rodoviário da Avenida de Vale das Borboletas)，位於路環石排灣公屋群的一個終點站，位於石排灣綜合社區大樓地面層。新福利15S1、25AX、26S、51、51A、51X、H3路線及澳巴52、55、56路線以該站為終點站。新福利15T路線，澳巴N5路線途經此站。

## 歷史
- 2016年8月20日，本站正式啟用，原以和諧廣場兩側的“石排灣總站”的51、52、55、56、H3及N5路線將遷移至本站，而現有的巴士總站則改為中途停靠站繼續讓公眾使用，並重新命名為「和諧廣場／業興大廈」站及「和諧廣場／樂群樓」站。[1]

- 2016年8月29日，51A路線開設，以本站為終點站。

- 2017年9月8日，25AX路線開設，以本站為循環點。[2]

- 2020年1月29日至3月2日，配合COVID-19防控工作，N6路線不往返澳門大學校區，總站臨時改設於本站。[3]

- 2021年11月27日，51X路線延伸至本站為總站。[4]

- 2022年7月18日至22日，為方便往返路環島偏遠地區居民在區內維持基本維生出行需要，第一代15S路線臨時開設，以本站為總站。[5]

- 2023年9月起，在澳門旅遊塔一帶在舉行大型活動期間，26S路線臨時開設，以本站為落客站。[6]

- 2024年1月15日，15S1路線開設，以本站為總站。[7]

## 各車道安排
| 車道     | 路線                                                 | 方向 |
| → A 車道 | 15S1路線 15T路線 25AX、51X路線 51路線 51A路線 H3路線 | 九澳七苦聖母小堂 黑沙海灘 關閘（關閘東側上落客區） 關閘（關閘廣場） 海擎天 山頂醫院（山頂醫院急診大樓） |
| → B 車道 | 52、N5路線 55路線 56路線                             | 亞馬喇前地 司打口 高士德                                                                                |
| ← C 車道 | 落客區                                               | |
| ← D 車道 | 落客區                                               | |
| ← E 車道 | 落客區                                               | |

## 路線資料

### 終點站路線資料
| 新福利 | 15S1 | 蝴蝶谷大馬路 | 九澳七苦聖母小堂            | - 九澳（九澳高頂郊野公園、懲教局、九澳聖若瑟學校） |                                                  |
| 新福利 | 25AX | 蝴蝶谷大馬路 | 關閘 關閘東側上落客區       | - 石排灣公屋群 - 路氹連貫公路（巴黎人、威尼斯人） - 氹仔市區（百利寶花園、氹仔CTM） - 亞馬喇前地 - 黑沙環（南華） | 快線 平日尖峰時段服務 例假日及公眾假期停駛       |
| 新福利 | 51   | 蝴蝶谷大馬路 | ↺ 關閘 關閘廣場             | - 石排灣公屋群 - 蓮花路 - 溜冰路（澳門東亞運動會體育館） - 上葡京及永利皇宮 - 科大醫院（ 輕軌科大站） - 北安（和睦街） - 黑沙環（海上居） |                                                  |
| 新福利 | 51A  | 蝴蝶谷大馬路 | 海擎天                      | - 石排灣公屋群 - 新濠影匯 - 路氹連貫公路 - 路氹城馬路 - 新城大馬路（銀河）（ 輕軌路氹西站） - 偉龍馬路（土木工程實驗室） - 氹仔客運碼頭（ 輕軌氹仔碼頭站） - 北安（和睦街） - 黑沙環（建華） - 馬場東大馬路（駿菁） - 台山（孫中山公園、青茂口岸、青洲坊） |                                                  |
| 新福利 | 51X  | 蝴蝶谷大馬路 | 關閘 關閘東側上落客區       | - 石排灣公屋群 - 路氹連貫公路（新濠影匯、巴黎人） - 偉龍馬路（土木工程實驗室） - 北安（和睦街） - 黑沙環（海上居） | 快線 星期一至六尖峰時段服務 星期日及公眾假期停駛 |
| 新福利 | H3   | 蝴蝶谷大馬路 | ↺ 山頂醫院 山頂醫院急診大樓 | - 石排灣公屋群 - 澳門協和醫院（ 輕軌協和醫院站） - 蓮花海濱大馬路（蓮花單車徑、百老匯、皇庭海景酒店） - 氹仔市區（氹仔中央公園、氹仔CTM） - 史伯泰（麗景灣酒店） - 蘇利安圓形地（小潭山觀景台） - 加思欄馬路                                               |                                                  |
| B車道  |      |              |                             | |                                                  |
| 澳巴   | 52   | 蝴蝶谷大馬路 | ↺ 亞馬喇前地                | - 石排灣公屋群 - 擎天匯（ 輕軌石排灣站） - 重型車輛駕考中心 - 蓮花海濱大馬路（澳大河隧、蓮花單車徑、百老匯、皇庭海景酒店） - 澳門運動場（ 輕軌運動場站） - 賽馬會及柯維納馬路（ 輕軌馬會站） - 氹仔海濱花園（ 輕軌海洋站） - 海洋花園（紫荊苑）            |                                                  |
| 澳巴   | 55   | 蝴蝶谷大馬路 | ↺ 司打口                    | - 石排灣公屋群 - 擎天匯（ 輕軌石排灣站） - 重型車輛駕考中心 - 蓮花海濱大馬路（澳大河隧、蓮花單車徑、百老匯、皇庭海景酒店） - 媽閣碼頭（ 輕軌媽閣站） - 河邊新街（貨倉巷、李道巷）                                                                          |                                                  |
| 澳巴   | 56   | 蝴蝶谷大馬路 | ↺ 高士德                    | - 石排灣公屋群 - 路氹連貫公路（新濠影匯、巴黎人、威尼斯人） - 氹仔嘉樂庇馬路（龍環葡韻、信虹花園） - 湖畔大廈 - 海灣花園（海城閣） - 外港碼頭 - 友誼大馬路（行車天橋） - 羅理基（馬六甲街停車場、東方拱門）                                                |                                                  |

### 中途站路線資料
| 新福利 | 15T | ↺ 蝴蝶谷大馬路 | 黑沙海灘   | - 石排灣公屋群 - 九澳高頂馬路（郊野公園） - 黑沙（水庫郊野公園） | 泳季期間的周末及節假日服務 |
| B車道  |     |                |            | |                            |
| 澳巴   | N5  | ↺ 蝴蝶谷大馬路 | 亞馬喇前地 | - 石排灣公屋群 - 澳門協和醫院（ 輕軌協和醫院站） - 溜冰路（澳門東亞運動會體育館） - 美獅美高梅及新濠天地（ 輕軌路氹東站） - 科大醫院及科技大學 - 氹仔嘉樂庇馬路（龍環葡韻、信虹花園） - 湖畔大廈 - 氹仔市區（百利寶花園、中央公園） - 賽馬會及柯維納馬路（ 輕軌馬會站） - 氹仔海濱花園（ 輕軌海洋站） - 海洋花園（紫荊苑） | 夜間路線                   |

## 爭議
- 由於本站名稱為“蝴蝶谷大馬路”，政府規定所有以本站為總站的巴士路線頭牌均只能顯示該名稱，同時，原“石排灣總站”來回程站點分別以“和諧廣場”命名，網民批評當局導致“前往石排灣”的路線，卻沒有任何一個站有石排灣三字，對居民造成不便。

- 2016年8月下旬，澳門街坊總會指總站啟用後沒有交通事務局員到場指示居民正確乘車方向，讓部分長者無所適從。認為當局應加派人手派發單張和宣傳新總站的位置，又希望55路線恢復停靠居雅大廈。而眾多長者均表示仍不知道新總站的位置，並稱對此站的名稱較感陌生，坦言名稱更改讓長者難記，有站長在場時方可查詢乘車資訊，不然就會在車站“呆等”。[8]

- 有居民更指出，覺得名稱 “新不如舊”，既然蝴蝶谷沒有蝴蝶，總站位置又在石排灣綜合社區大樓地下，名稱改為“石排灣巴士總站”反而能讓居民清晰易懂。又認為有關部門應在車站增設指示牌，好讓乘客知道總站的新位置。並稱區內車站的遮蔭棚空間較細，一到繁忙時段擠滿人時便沒有地方遮蔭，下雨時更要“淋住雨等車”，即使有位置長者都走不進去坐，期望當局可優化候車環境和增闊遮蔭棚。另有住在樂群樓的居民表示，新總站啟用初時由於不太清楚相關名稱，在亞馬喇前地坐車時需向站長查詢才知，坦言區內居民都已習慣叫石排灣總站，突然更改名稱要再重新適應。但讚揚新總站環境較通爽和遮蔭，期望當局未來可逐步把其他路線調整至新總站，並在總站增設座椅等，方便長者候車。[9]

- 在啟用初期，此站的過路配套不足，有離島社諮委委員直指鄰近馬路的行人天橋設計出現重大問題，欠缺人性化，居民基本少用，大多選擇橫過馬路，險象環生。又指出從各屋苑至巴士總站欠缺斑馬線過馬路，其中能橫過巴士總站卻一條也沒有，合法的橫越方法僅得兩條行人天橋，惟各組天橋設計並不人性化，過去一直收到不少街坊投訴。該委員希望在位於蝴蝶谷大馬路的巴士總站至樂群樓出口處增設斑馬線，以便居民、輪椅者、推嬰兒車及購物者，能安全使用路面通過巴士總站，盡快完善多人輪候巴士路線時的排隊問題，以及在總站適當處加設座椅，以便有需要人士使用，全方位完善總站功能，吸引更多居民選乘巴士。[10]

- 2017年5月中下旬，時任澳門立法會直選議員區錦新向行政當局提出書面質詢，在內容中指出此站啟用後，本來在和諧廣場搭巴士的人，就要橫過蝴蝶谷大馬路到巴士總站上車。而蝴蝶谷大馬路雖設有兩條行人天橋，分別座落於居雅大廈旁及和諧廣場的位置，兩座天橋相距近百米。而走行人天橋花費時間長，導致不少人亂過馬路，情況非常危險。他建議相關部門在兩行人天橋之間的百多米距離路上，在中段增設斑馬線或配備紅綠燈的行人輔助線，以方便居民安全越過馬路。[11]

## 鄰近公共運輸站

### 巴士
C688 和諧廣場／業興大廈（Al. da Harmonia / Edf. Ip Heng）
路線：15、15T、21A、25、26、26A、50、51、51A、52、56、59、N3、N5
C689 和諧廣場／樂群樓（Al. da Harmonia / Edf. Lok Kuan）
路線：15、15S、15T、21A、25、25AX、26、26A、26AT、50、51、51A、51X、52、56、59、N3、N5

### 輕軌
█  石排灣線石排灣站

## 外部連結
- 新福利官方網站 （繁體中文） （页面存档备份，存于）
- 澳巴官方網站 （繁體中文） （页面存档备份，存于）